# Baguatherium jaureguii
Baguatherium jaureguii è un mammifero erbivoro estinto, appartenente ai piroteri. Visse nell'Oligocene inferiore (circa 31 milioni di anni fa) e i suoi resti fossili sono stati ritrovati in Perù.

## Descrizione
Benché i fossili siano molto parziali (osso mascellare, femore sinistro, alcuni molari), i resti permettono un raffronto con quelli di altri animali simili meglio conosciuti, come Pyrotherium, e di conseguenza si può ipotizzare che Baguatherium fosse un animale di grosse dimensioni e dalle forme pesanti, vagamente simile ad alcuni proboscidati arcaici o a tapiri. Si suppone che potesse raggiungere i tre metri di lunghezza e le 2,5 tonnellate di peso. Rispetto a Pyrotherium, Baguatherium possedeva un palato leggermente più ampio e le creste sui denti molariformi erano meno oblique. Era inoltre presente una notevole cresta linguale che connetteva le creste posteriori e anteriori di questi denti. Le ossa nasali, come in Pyrotherium, erano arretrate e indicano la presenza di una proboscide.

## Classificazione
Baguatherium jaureguii venne descritto per la prima volta nel 2006, sulla base di resti fossili ritrovati ella zona di Bagua Grande, nella formazione El Milagro nel dipartimento de Amazonas in Perù. I fossili indicano che questo animale era un membro dei piroteri, un gruppo di mammiferi di grande taglia dell'Eocene-Oligocene sudamericano. In particolare, le caratteristiche dentarie indicano che Baguatherium era un membro della famiglia Pyrotheriidae, caratterizzata da denti bilofodonti dotati di alte creste. 

## Paleobiologia
Uno studio sull'usura dentaria di questo animale e di altri piroteri indica che Baguatherium doveva nutrirsi di materiale coriaceo, che veniva sminuzzato grazie ai grandi denti molariformi. È probabile che gli adattamenti della dentatura fossero stati dettati dall'espansione, nel corso dell'Oligocene, di ambienti aperti caratterizzati da piante più coriacee.